# Korbiopsija dojke
Korbiopsija dojke je minimalno invazivna dijagnostička metoda kojom se uzima tkivo iz čvora u dojci ili sumnjivog dela tkiva dojke, u cilju utvrđivanja benignosti ili malignosti promena, prethodno otkrivenih drugim dijagnostičkim metodama.

## Postupak
Korbiopsija se izvodi tako što se nakon davanja lokalne anestezija na mestu gde ulazi igla za biopsiju, probije koža skalpelom. Uzorak tkiva se uzima specijalnom iglom koja se pod kontrolom ultrazvuka vodi do patološke promene, postiže se velika preciznost u uzimanju malih uzoraka tkiva.  Uzeti uzorak se potom šalje na mikroskopsku analizu.

## Prednosti
Prednosti korbiopsije u odonsu na klasičnu biopsiju tkiva dojke su:
- manje invazivnost u odnosu na otvorenu hiruršku biopsiju,
- mali (zanemarljiv) ili nikakav ožiljak
- primenom ultrazvuka može se pratiti pomeranje igle u tkivu dojke
- umesto jonizujućeg zračenja koje se koristi kod mamografije, za vođenje igle kod ove metode koristi se ultrazvuk,
- osigurava dovoljan materijal za analizu kako bi se odvojile benigne od malignih promena u dojci.[9]

## Spoljašnje veze
- RAK DOJKE: ultrazvučni skener, elastografija i korbiopsija su nove dijagnostičke metode

|  | Molimo Vas, obratite pažnju na važno upozorenje u vezi sa temama iz oblasti medicine (zdravlja). |